# Sawa Palmowski
Sawa, nazwisko świeckie Palmowski (zm. w 1797?) – duchowny prawosławny I Rzeczypospolitej, igumen, przełożony monasteru św. Mikołaja w Bielsku Podlaskim. Przewodniczący Najwyższego Konsystorza Kościoła prawosławnego w Rzeczypospolitej w latach 1791–1793. Główny autor niezrealizowanego z powodu rozbiorów Polski projektu reformy wewnętrznej Kościoła, w tym zerwania związków z Rosyjskim Kościołem Prawosławnym.

## Życiorys

### Młodość i wczesna działalność
Był synem kapłana prawosławnego ze Słucka, Tichona Palmowskiego. Według informacji podawanych przez biskupa Wiktora (Sadkowskiego) miał trzech braci, którzy również byli prawosławnymi duchownymi. Jeden z nich, Eustachy, podobnie jak Sawa ukończył Akademię Mohylańską i został następnie przełożonym monasteru Objawienia Pańskiego w Kijowie. 
Uzyskana na tejże uczelni formacja intelektualna, w połączeniu z religijnym wychowaniem, jakie odebrał przyszły mnich, miała znaczący wpływ na jego dalsze poglądy i postępowanie. Po ukończeniu Akademii został przełożonym monasteru Trójcy Świętej w Poczepie; przed jego likwidacją w 1786 uzyskał godność igumena. Po zamknięciu klasztoru udał się do monasteru Objawienia Pańskiego w Kijowie, którym kierował jego brat. Z jego poparciem starał się uzyskać u odpowiednich organów cerkiewnych nominację na przełożonego jednego z klasztorów, gdzie stanowisko to wakowało. W 1787 spotkał się w Korsuniu z biskupem perejasławskim Wiktorem, od dwóch lat będącym faktycznym zwierzchnikiem struktur prawosławnych w Rzeczypospolitej, i zadeklarował gotowość wyjazdu do tego kraju, by tam pokierować jednym z działających jeszcze prawosławnych klasztorów. Z powodu choroby biskupa Wiktora wyjazd ten nastąpił dopiero po dwóch latach. W 1788 Sawa (Palmowski) otrzymał od metropolity nowogrodzko-siewierskiego Hilariona zgodę na przejście do służby duszpasterskiej w innej eparchii, zaś 1 marca 1789 został mianowany przełożonym monasteru św. Mikołaja w Bielsku.

### Ihumen monasteru w Bielsku
Wiosną 1789 biskup perejasławski Wiktor został oskarżony o zainspirowanie, w porozumieniu z Rosją, chłopskich rozruchów na Wołyniu i Podolu. Następnie podobne oskarżenia zostały wysunięte pod adresem całego duchowieństwa prawosławnego w kraju, chociaż starosta słucki, działając na polecenie księcia Michała Hieronima Radziwiłła, ustalił, że biskup Wiktor nie napisał żadnego listu pasterskiego podburzającego przeciwko Rzeczypospolitej. Mimo to 21 kwietnia 1789 marszałek Kazimierz Nestor Sapieha na forum Sejmu oznajmił, że prawosławni kapłani inspirują prorosyjski i antypaństwowy bunt chłopski. Osiem dni później biskup został aresztowany i osadzony w Nieświeżu. Od podległego mu duchowieństwa zażądano złożenia przysięgi wierności Rzeczypospolitej. Większość kapłanów odmówiła ślubowania. Tak też dwukrotnie uczynił ihumen Sawa Palmowski, dopiero za trzecim razem, obawiając się konsekwencji prawnych dalszego oporu, złożył oczekiwaną przysięgę razem z czterema innymi mnichami monasteru w Bielsku. 
Sprawą biskupa Wiktora zajmowała się specjalna komisja sejmowa, która 29 marca 1790, mimo braku rozstrzygających dowodów, oficjalnie zarzuciła hierarsze zdradę stanu. Komisja przedstawiła również dalej idące wnioski dotyczące sytuacji prawnej i kanonicznej prawosławnych mieszkańców Rzeczypospolitej. Aby uniknąć w przyszłości sytuacji, w której biskupi prawosławni działający w kraju mają swoich zwierzchników w Rosji, zalecono wydanie uniwersału do prawosławnych z poleceniem organizacji soboru. Zgromadzenie to miałoby opracować projekt nowego statutu wewnętrznego Kościoła prawosławnego w Polsce, gwarantującego mu autonomię. Biskupi prawosławni w Rzeczypospolitej mieli ponownie uznawać zwierzchność Patriarchatu Konstantynopolitańskiego. Sejm i król zaakceptowali wnioski komisji. 9 października 1790 marszałkowie sejmu Stanisław Małachowski i Kazimierz Sapieha polecili prawosławnym dokonanie elekcji swoich przedstawicieli do komisji, której prace miały poprzedzić sobór, a która miała od grudnia 1790 obradować w Warszawie. W tym samym czasie ihumen Sawa został imiennie zaproszony przez marszałków do wzięcia udziału w pracach wymienionej komisji. Najbardziej prawdopodobną przyczyną tak szczególnego potraktowania duchownego było przekonanie polskich elit politycznych o jego lojalności wobec Rzeczypospolitej. Sawa mógł udowodnić tę lojalność, gdy przebywał w Warszawie w czerwcu 1789. Nie został wówczas dopuszczony na widzenie z uwięzionym biskupem Wiktorem, prawdopodobnie jednak spotkał się z przedstawicielami władz państwowych. Ihumen Sawa przystąpił do opracowywania szczegółowych postulatów prawosławnych wobec rządu Rzeczypospolitej. Zorganizował w tym celu zjazd duchowieństwa, jaki miał miejsce jeszcze w tym samym roku w Słucku. 
Sejmowa komisja przedstawiła 1 marca 1791 raport o stanie prawosławia w Polsce, oceniając jego sytuację jako bardzo trudną, wręcz tragiczną. Opierając się na efektach prac komisji, Sejm wydał 5 marca konstytucję dotyczącą „religii grecko-orientalnej", w szczególności uznającą konieczność ponownej organizacji hierarchii duchownej oraz utworzenia stałego organu zarządzającego Kościołem prawosławnym w Rzeczypospolitej. Równocześnie prawosławni członkowie komisji, z ihumenem Sawą na czele, zaapelowali do wszystkich swoich współwyznawców o obiór delegatów na kongregację, jaka miała zebrać się w Pińsku 15 maja 1791. Ostatecznie termin zgromadzenia został przesunięty o miesiąc. Sawa Palmowski został wybrany delegatem monasteru w Bielsku oraz miasta i gminy Opatów. 

#### Udział w kongregacji pińskiej
Drugiego dnia obrad kongregacji pińskiej ihumen Sawa został wybrany do jej prezydium, jako jeden z jedenastu asesorów. 2 lipca został powołany do życia tymczasowy organ zarządzający Kościołem prawosławnym w Polsce – Najwyższy Konsystorz. Miał on zarządzać Kościołem do momentu reaktywowania hierarchii (przewidywano erygowanie czterech eparchii i wyświęcenie tyluż biskupów). Przewodniczącym Najwyższego Konsystorza został ihumen Sawa. Akt ten de facto powołał do życia autokefaliczny Kościół prawosławny w Rzeczypospolitej i odmówił Rosyjskiemu Kościołowi Prawosławnemu wszelkich praw do wpływania na struktury prawosławne w tymże państwie.

### Przewodniczący Najwyższego Konsystorza
8 lipca 1791 Najwyższy Konsystorz na czele z ihumenem Sawą poinformował prawosławne duchowieństwo i świeckich o objęciu kontroli nad strukturami kościelnymi, zaś następnego dnia zobowiązał kapłanów do lojalności wobec Rzeczypospolitej i polecił im zrezygnować z korzystania z rosyjskich katechizmów. 9 grudnia konsystorz zwrócił się do przełożonych klasztorów, polecając im prowadzenie nauki religii dla wszystkich wiernych, otwieranie szkół parafialnych, systematyczne prowadzenie ksiąg metrykalnych i finansowe wspieranie najwyższego organu kościelnego. Konsystorz zachowywał lojalność wobec uwięzionego biskupa perejasławskiego Wiktora, który stale był wspominany w modlitwach. Za najlepszego kandydata na przyszłego zwierzchnika Kościoła w Rzeczypospolitej uważany był jednak ihumen Sawa. Siedzibą zwierzchnika Kościoła miał zostać Bielsk, a on sam miał otrzymać urząd metropolity.
Biskup perejasławski jednoznacznie negatywnie oceniał działalność Sawy Palmowskiego i kierowanego przezeń konsystorza. Przesłuchiwany przez komisję sejmową zarzucał ihumenowi nie tylko wykroczenia kanoniczne, ale i przestępstwa pospolite. Analogiczne stanowisko reprezentował Świątobliwy Synod Rządzący. Ostatecznie jednak pełna realizacja postanowień kongregacji pińskiej została uniemożliwiona przez II rozbiór Polski. Uwolniony w 1792 biskup Wiktor początkowo zażądał, by ihumen wrócił z Warszawy do Bielska. Sawa Palmowski kilkakrotnie odmawiał, co jeszcze zaostrzyło konflikt między duchownymi. 24 lutego 1793 biskup Wiktor nakazał Sawie opuszczenie zarządzanej przez niego eparchii i zwrot dokumentacji prac Najwyższego Konsystorza. Duchowny opuścił Bielsk jeszcze przed 14 marca 1793, gdy biskup Wiktor wyznaczył nowego przełożonego monasteru św. Mikołaja w Bielsku – Sofroniusza, dotąd ihumena monasteru Zaśnięcia Matki Bożej w Zabłudowie. Udał się do Warszawy.

### W czasie powstania kościuszkowskiego
W momencie wybuchu insurekcji kościuszkowskiej ihumen nadal przebywał w Warszawie. Rząd powstańczy wyznaczył go na kapelana prawosławnych jeńców rosyjskich i przekazał mu jednorazową zapłatę w wysokości 6 tys. złotych. Po powołaniu przez Tadeusza Kościuszkę Rady Najwyższej Narodowej Sawa Palmowski został jednym z osiemnastu zastępców jej członków. Rząd powstańczy zgodził się również, by swoją działalność wznowił Najwyższy Konsystorz w dawnym składzie. Funkcjonował on do upadku insurekcji. Kościuszko osobiście wyraził także zgodę na organizację w Warszawie kaplicy prawosławnej, o co zabiegał ihumen. Sawa Palmowski uzyskał na organizację świątyni kwotę 4700 złotych z Wydziału Skarbowego Insurekcji.
Po klęsce powstania, gdy prawosławne struktury na ziemiach polskich zostały ostatecznie podporządkowane Rosyjskiemu Kościołowi Prawosławnemu, Najwyższy Konsystorz został zlikwidowany. Losy jego przewodniczącego nie są znane. Najprawdopodobniej został skierowany do jednego z rosyjskich klasztorów i odosobniony, co uniemożliwiło mu jakąkolwiek dalszą działalność. Według niektórych źródeł Sawa trafił ponownie do monasteru św. Mikołaja w Bielsku i zmarł w nim po 1797.